# Одбојкашка репрезентација Југославије
Одбојкашка репрезентација Југославије је представљала СФР Југославију на међународним одбојкашким такмичењима.
Највећи успех репрезентације су две бронзане медаље на Европском првенству 1975. и 1979, такође је једном учествовала на Олимпијским играма, четири пута на Светском првенству и једном на Светском купу.

## Резултати на међународним такмичењима

### Олимпијске игре
| Година | Место          | Пласман               |
| ------ | -------------- | --------------------- |
| 1964   | Токио          | Није се квалификовала |
| 1968   | Мексико (град) | Није се квалификовала |
| 1972   | Минхен         | Није се квалификовала |
| 1976   | Монтреал       | Није се квалификовала |
| 1980   | Москва         | 6. место              |
| 1984   | Лос Анђелес    | Није се квалификовала |
| 1988   | Сеул           | Није се квалификовала |

### Светско првенство
| Година | Место           | Пласман               |
| ------ | --------------- | --------------------- |
| 1949   | Чехословачка    | Није се квалификовала |
| 1952   | Совјетски Савез | Није се квалификовала |
| 1956   | Француска       | 10. место             |
| 1960   | Бразил          | Није се квалификовала |
| 1962   | Совјетски Савез | 8. место              |
| 1966   | Чехословачка    | 8. место              |
| 1970   | Бугарска        | 10. место             |
| 1974   | Мексико         | Није се квалификовала |
| 1978   | Италија         | Није се квалификовала |
| 1982   | Аргентина       | Није се квалификовала |
| 1986   | Француска       | Није се квалификовала |
| 1990   | Бразил          | Није се квалификовала |

### Европско првенство
| Година | Место           | Пласман               |
| ------ | --------------- | --------------------- |
| 1948   | Италија         | Није се квалификовала |
| 1950   | Бугарска        | Није се квалификовала |
| 1951   | Француска       | 5. место              |
| 1955   | Румунија        | 5. место              |
| 1958   | Чехословачка    | 7. место              |
| 1963   | Румунија        | 7. место              |
| 1967   | Турска          | 7. место              |
| 1971   | Италија         | 11. место             |
| 1975   | Југославија     | 3. место              |
| 1977   | Финска          | 7. место              |
| 1979   | Француска       | 3. место              |
| 1981   | Бугарска        | 10. место             |
| 1983   | Источна Немачка | Није се квалификовала |
| 1985   | Холандија       | 11. место             |
| 1987   | Белгија         | 8. место              |
| 1989   | Шведска         | 8. место              |
| 1991   | Немачка         | 6. место              |

### Светски куп
| Година | Место           | Пласман               |
| ------ | --------------- | --------------------- |
| 1965   | Пољска          | 8. место              |
| 1969   | Источна Немачка | Није се квалификовала |
| 1977   | Јапан           | Није се квалификовала |
| 1981   | Јапан           | Није се квалификовала |
| 1985   | Јапан           | Није се квалификовала |
| 1989   | Јапан           | Није се квалификовала |
| 1991   | Јапан           | Није се квалификовала |

### Светска лига
| Година | Место  | Пласман               |
| ------ | ------ | --------------------- |
| 1990   | Осака  | Није се квалификовала |
| 1991   | Милано | Није се квалификовала |

### Медитеранске игре
| Година | Место      | Пласман          |
| ------ | ---------- | ---------------- |
| 1959   | Бејрут     | Није учествовала |
| 1963   | Напуљ      | Победник         |
| 1967   | Тунис      | Победник         |
| 1971   | Измир      | Победник         |
| 1975   | Алжир      | Победник         |
| 1979   | Сплит      | Победник         |
| 1983   | Казабланка | 4. место         |
| 1981   | Латакија   | Није учествовала |
| 1991   | Атина      | 2. место         |